# Moab (royaume)
Pour les articles homonymes, voir Moab.
IXe siècle av. J.-C. (?) – 400 av. J.-C.
Moab (/mɔ.ab/ ; Moabite:𐤌𐤀𐤁 mʾb; hébreu : מוֹאָב; grec ancien : Μωάβ; Akkadien Mu'aba, Ma'ba, Ma'ab; Egyptien Mu'ab) est le nom historique du Proche-Orient ancien, une région montagneuse de Jordanie qui s'étend le long de la côte est de la mer Morte. Le petit royaume de Moab apparaît au Levant à l'âge du fer. Il existe aux côtés des royaumes d'Israël, de Juda et d'Ammon. Il tombe comme eux sous la domination assyrienne au VIIIe siècle av. J.-C. L'histoire du royaume est mal connue. Dans la Bible hébraïque, les Moabites sont apparentés aux Israélites. La Bible présente les rapports conflictuels entre Moab et les royaumes israélites voisins. La découverte archéologique la plus connue en relation avec Moab est la stèle de Mesha (IXe siècle av. J.-C.), qui décrit la victoire moabite sur un des fils d'Omri, monarque de Samarie. Les autres principales données historiques reposent sur de brèves mentions dans les sources assyriennes.

## Géographie
Le territoire de Moab se situe entre la mer Morte et le désert arabique. La région s'étend approximativement sur 90 km du nord au sud et sur une bande de 25 km d'est en ouest. Elle se trouve sur un plateau à 1 000 m d'altitude, et donc à 1 300 mètres au-dessus de la mer Morte. Le plateau est bordé de frontières naturelles à l'ouest par la mer Morte et par une section du Jourdain, au sud par la rivière Zered, et à l'est par le désert. Il est divisé en deux par la rivière Arnon. La partie sud du plateau, entre l'Arnon et le Zered, est relativement isolée car elle est peu accessible. Le plateau nord est lui plus ouvert aux influences extérieurs.
Dans la Bible, cette région est appelée mēšor « le plat pays » ou « plaine de Madaba », du nom de la principale ville de la région (Dt 3,10, Dt 4,43, Js 13,9, Js 20,8) (actuelle Jordanie). Elle fait l'objet de dispute entre les Moabites et les Israélites. Cette situation conflictuelle est confirmée par la stèle de Mesha dans laquelle le roi de Moab revendique de s'être emparé du territoire qu'il considère comme moabite et qui était auparavant sous contrôle israélite.

## Moab dans la Bible
Moab est un personnage de la Genèse, le premier livre de la Bible. Il est le fils que Loth eut avec sa fille aînée. Selon un ouvrage juif du Moyen Âge, le Sefer ha-Yashar, Moab eut quatre fils: Ar, Mayoun, Tarsion et Qanvil. L'étymologie du nom « Moab » est inconnue. La Bible attribue ce nom aux circonstances particulières de la naissance des petits fils de Loth.
Le Deutéronome indique qu'« Un Ammonite ni un Moabite ne seront admis dans l’assemblée de Dieu ; même après la dixième génération ils seront exclus de l’assemblée du Seigneur, à perpétuité » (Deut 23, 4).
Le royaume de Moab est cité dans la Bible (livre des Nombres notamment). Le mont Nébo, d'où Moïse a aperçu la terre sainte avant de mourir, se situait dans le royaume de Moab. Lors de la sortie d'Égypte des Hébreux, Moab est déjà organisé en royaume et son roi s'appelle Balak, fils de Tsippor. Le royaume de Moab est confronté à l'arrivée des Hébreux, lesquels, dirigés par Moïse, Aaron et Josué, viennent de vaincre les Amoréens. Le royaume de Moab aurait ensuite été partagé entre trois des douze tribus d'Israël (Ruben, Gad, Manassé).
À l'époque des Juges d'Israël, une Moabite célèbre est Ruth dont l'histoire est relatée dans le livre de Ruth. La figure de Ruth est celle d'une convertie qui s'attache aux valeurs du judaïsme après la mort de son premier époux ; elle est l'ancêtre du roi David.
À la mort d'Achab, roi d'Israël, en 853, le royaume de Moab se soulève. Dans le Deuxième livre des Rois, vers 850, trois royaumes (Juda, Israël et Édom) tentent, sous la houlette de Joram, roi d'Israël, de s'emparer du royaume de Moab, qui résiste. À la suite de l'encerclement militaire des Moabites, le roi de Moab sacrifie son propre fils, ce qui lui permet de repousser ses ennemis.

## Histoire

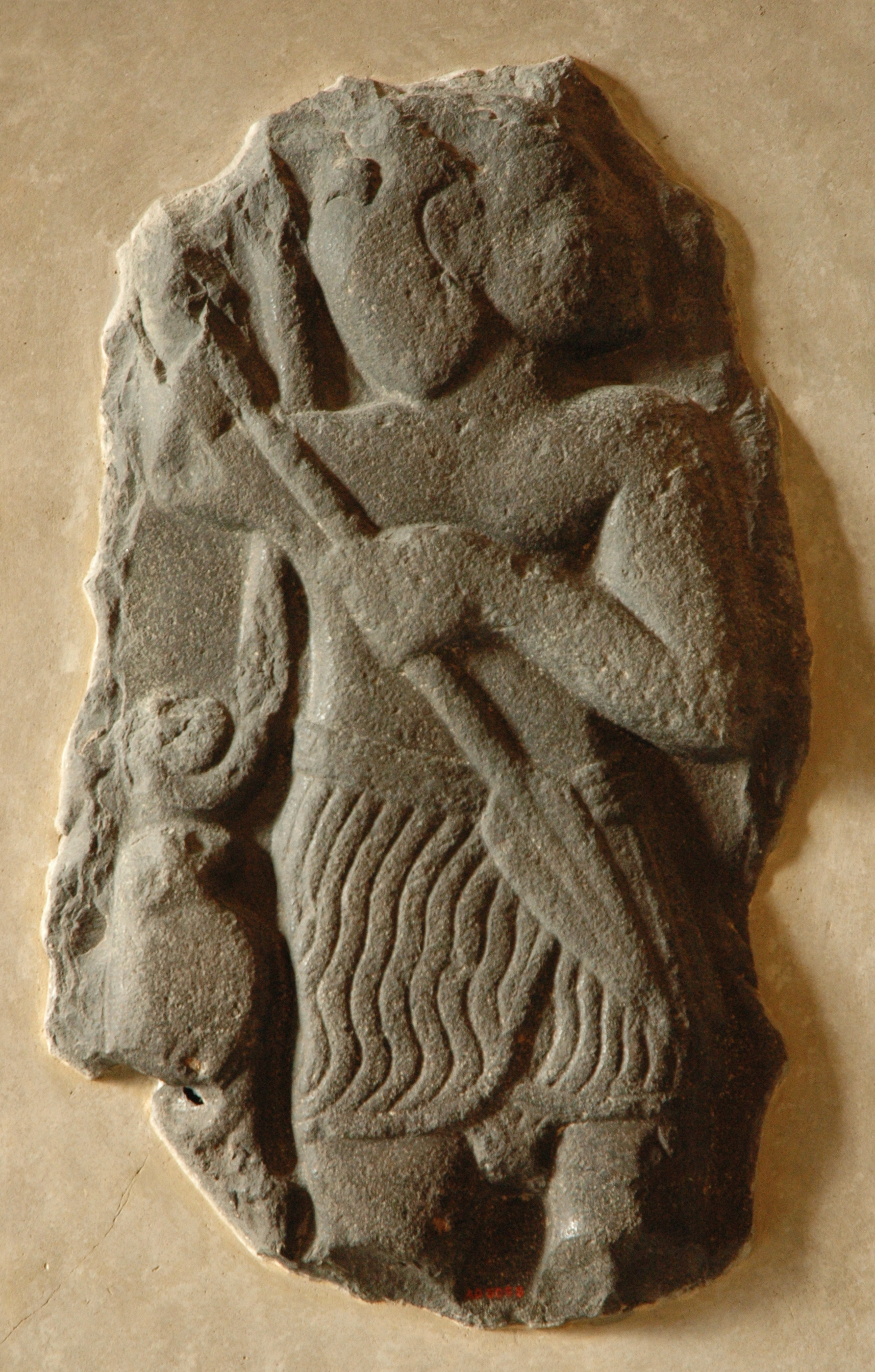
Dieu guerrier du pays de Moab. Stèle en pierre du Bronze Récent (v. 1200 av. J.-C.) ou de l'Âge du Fer (v. 800 av. J.-C.), découverte à Redjōm el-A'abed en 1861 par Félix de Saulcy et rapportée en France en 1865 par le duc de Luynes

### Âge du bronze
Les Moabites s'installent « à l'est de la mer Morte, probablement à l'occasion du mouvement de migrations de semi-nomades attesté au ~ XIVe-XIIIe siècle ». Le plateau de Moab est faiblement peuplé à l'âge du bronze. Sa population augmente graduellement jusqu'à l'âge du fer. À l'âge du bronze moyen, des textes d'exécration égyptiens mentionnent un peuple appelé Shûtu (šwtw). Il s'agit d'ennemis asiatiques de l’Égypte antique. Ce nom a été rapproché du nom biblique Seth. Le livre des Nombres établit en effet un parallèle entre « Moab » et les « fils de Seth » dans l'épisode de Balaam (Nb 24,17). Pour William Foxwell Albright, Bene Shout est l'ancien nom de Moab. La similitude de territoire entre Moab et les Shûtu amène des chercheurs à assimiler les trois termes: Moab, fils de Seth, Shûtu. Le rédacteur biblique, bien que postérieur de plusieurs siècles au bronze moyen, voyait peut-être Moab comme un peuple apparenté aux Shûtus des textes égyptiens.
La tombe de Hnmw-htp à Beni Hassan en Égypte montre une caravane nomade venant du pays de šwt. Il pourrait s'agir des Shûtu.
À l'âge du bronze récent, la région est soumise à l'influence de l’Égypte. La stèle de Balu qui date de cette période s'inspire de modèles égyptiens. À cette période, la ville de Dibon est peut-être mentionnée dans des textes égyptiens. Il est possible que le pharaon Thoutmôsis III soit passé par le plateau de Moab lors de l'une de ses expéditions. Une inscription du temple d'Amon de Karnak donne une liste de toponymes difficiles à identifier. L'un d'entre eux, t-p-n, désigne peut-être la ville de Dibon. Deux siècles plus tard, une inscription de Ramsès II parle d'une ville appelée tbnỉw qui est parfois identifiée à Dibon. Cependant, ces identifications semblent en contradiction avec les fouilles archéologiques de Dibon qui n'ont pas montré d'occupation à l'âge du bronze récent. Moab apparaît peut-être aussi sur une courte liste figurant sur le socle d'une statue de Ramsès II devant le temple d'Ammon à Louxor.

### Règne de Mesha

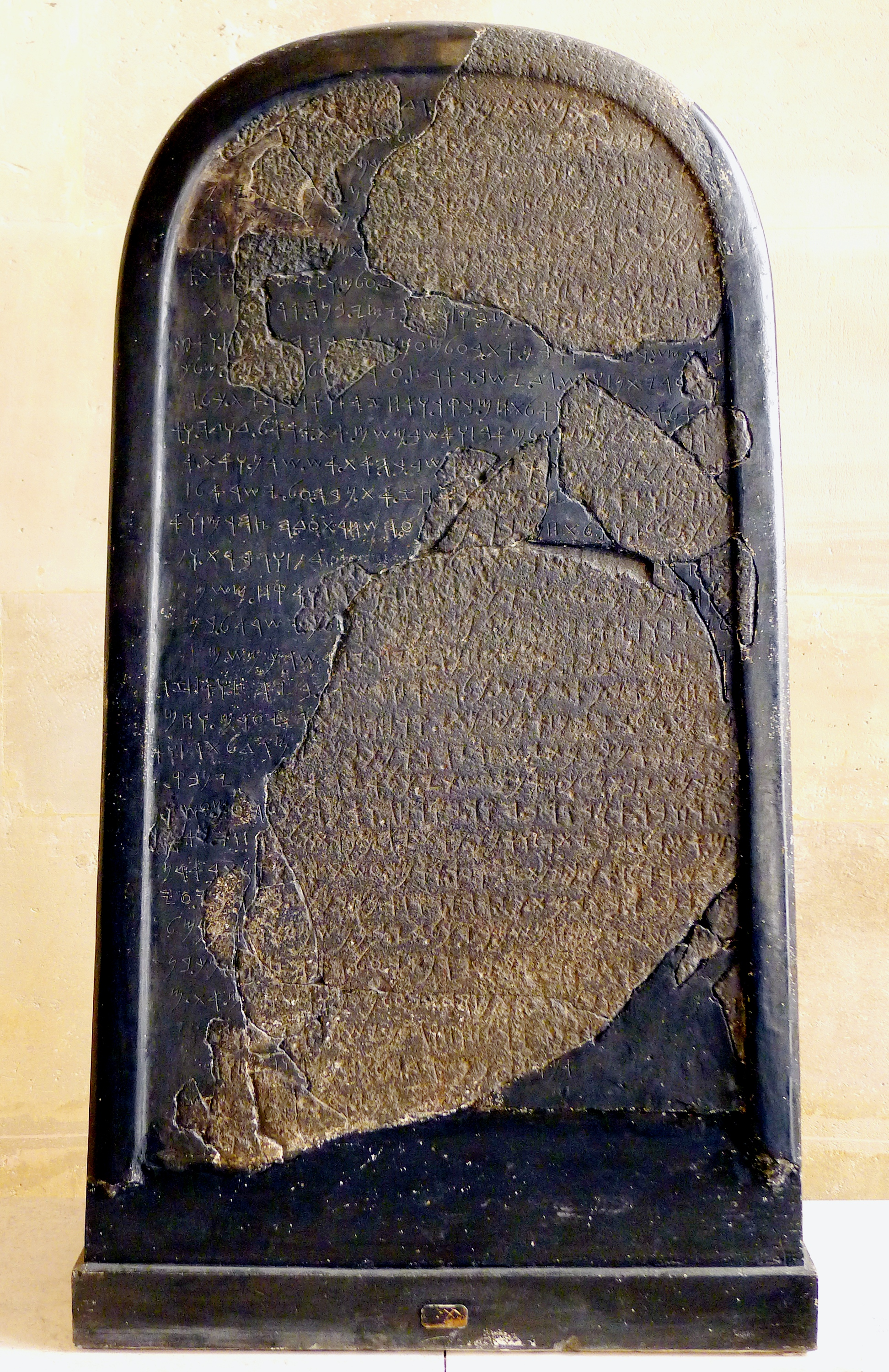
Stèle de Mesha (musée du Louvre, Paris)

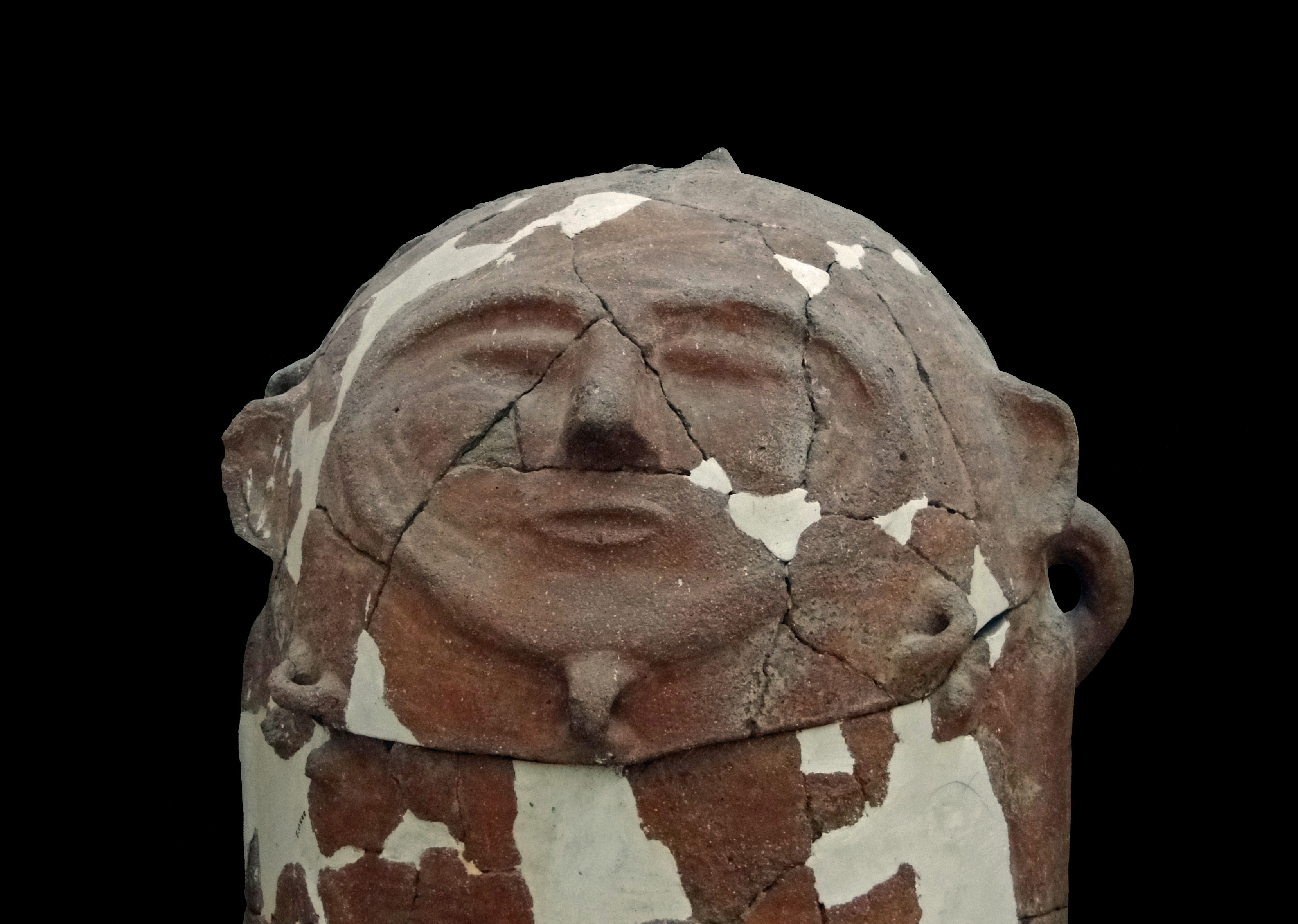
Sarcophage moabite au Musée d'archéologie de Jordanie à Amman

Mesha est le premier roi moabite dont l'activité est connue. Il règne au IXe siècle av. J.-C. C'est un contemporain du roi d'Israël Achab et de la fin de la dynastie des Omrides. Au IXe siècle av. J.-C., le royaume d'Israël est en pleine expansion. Il s'est étendu sur des territoires en Transjordanie. Deux villes fortifiées par les Israélites font face à la ville moabite de Dibon. Yahaz, à l'est, et Ataroth, à l'ouest, protègent la frontière d'Israël. Yahaz, identifié au site de Khirbet el-Mudeyine eth-Themed, servait peut-être de centre administratif pour la région. Ataroth est identifié au site de (en)Khirbet Atarus.
Le roi Mesha est cité dans la Bible (2 Rois 3,4). La stèle, qu'il a fait édifier à Dibon/Diban et qui a été découverte en 1868 et exposée au musée du Louvre, permet d'obtenir des informations sur son règne. Elle évoque une victoire du royaume de Moab sur celui d'Israël. Elle contient la plus ancienne mention écrite du royaume d'Israël. Mesha règne à partir de la ville de Dibon. L'étendue de son royaume n'est pas connue. On ignore s'il contrôlait l'ensemble du plateau de Moab ou seulement la région autour de Diban. Profitant de l'affaiblissement du royaume d'Israël, il réoccupe le territoire de Medaba qui était auparavant sous contrôle israélite. Il conquiert trois villes israélites : Ataroth, Nebo et Yahaz. Mesha fait construire un sanctuaire pour le dieu moabite Kémosh à Qarḥoh, probablement un quartier de la capitale Dibon. En plus du sanctuaire, il semble avoir fait édifier un complexe palatial. Il met aussi en place un programme de construction dans d'autres villes, dont un réservoir à Baal Meon et des sanctuaires à Bet Bamot, Bet Diblataim et Bet Baal Meon. Le nom de son père figure sur la stèle mais seules les trois premières lettres de son nom ont été conservées (kmš…). Elles indiquent un nom théophore utilisant le nom du dieu Kémosh. Un fragment de basalte découvert à Kérak contient peut-être aussi le nom de ce roi. À nouveau, l'inscription est incomplète. Elle indique …mšyt roi de Moab. En assemblant les deux, il a été proposé de reconstruire le nom kmšyt (Kémoshyat).
Mesha indique avoir repris un territoire aux Israélites. Si le roi considère ce territoire comme moabite, il mentionne cependant qu'une population israélite (« l'homme de Gad ») y vit « depuis toujours ». Plusieurs passages bibliques considèrent à l'inverse que ce territoire appartient aux Israélites et qu'il est effectivement peuplé par les tribus de Gad et de Ruben. La stèle de Mesha confirme la présence de la tribu de Gad à l'est du Jourdain. Le livre des Nombres fixe la frontière nord de Moab à la rivière Arnon (Nombres 21,21-31). Cela exclut ainsi le plateau nord du territoire moabite. Pour justifier les revendications israélites, le livre de Nombres explique que le territoire a été perdu par Moab au profit des Amorrites et de leur roi Sihon. Celui-ci a ensuite été battu par Moïse et les Enfants d'Israël alors qu'ils étaient en route vers la terre de Canaan. Après la défaite des Amorrites, le territoire est donné aux tribus de Gad et de Ruben. Cette présentation légitime la possession israélite car le territoire n'a pas été pris aux Moabites mais aux Amorrites. Le livre des Juges rappelle la séquence de ces évènements (Juges 11,15-23). L'épisode de l'infidélité des Israélites à Péor, où ils rendent un culte à Baal-Péor, une manifestation locale du dieu Baal (Nombres 25,1-3), reflète la situation en Transjordanie où des clans israélites vivaient aux côtés des Moabites. Dans le livre des Nombres, cet épisode est projeté à l'époque de Moïse, mais il indique le caractère disputé de ce territoire et les tensions qui existaient pour maintenir l'unité ethnique et religieuse.

### Moab vassal de l'Assyrie
Au VIIIe siècle av. J.-C., Moab et le reste de la Syrie-Palestine passe sous le contrôle de l'empire assyrien. Les annales assyriennes apportent quelques informations sur le royaume. À la suite de la campagne de Teglath-Phalasar III en 734-732, Moab devient un État vassal de l'Assyrie. Une tablette découverte à Nimrud indique que le roi Salamanu paie un tribut à Teglath-Phalasar III. En 713, pendant le règne de Sargon II, Moab participe avec le royaume de Juda, Édom et les villes philistines à une révolte anti-assyrienne menée par Ashdod. En 701, lors de la campagne de Sennachérib contre la Philistie et le royaume de Juda, le roi Kammusunadbi (« Kemosh est généreux avec moi ») se présente devant le roi pour assurer de sa loyauté. Le roi Musuri paie un tribut à Assarhaddon en même temps que Manassé de Juda, Qosgabar d'Édom et d'autres rois du Levant. Ils envoient à Ninive des matériaux de construction. Moab soutient militairement Assurbanipal pendant sa campagne contre l’Égypte et le pharaon Taharqa. Le statut de vassal de l'Assyrie permet à Moab de bénéficier en contrepartie du soutien de l'Assyrie face aux tribus nomades du désert arabiques, et en particulier face aux Qedarites. Le roi Kamashaltu semble avoir vaincu Ammuladi, roi de Qedar.

## Culture et religion
Kemosh est le principal dieu des Moabites. Culturellement, les Moabites sont proches de leurs voisins israélites. Leur langue et leur écriture sont proches. Ils utilisent le même type de poteries et les mêmes modèles architecturaux (maisons à piliers). Les chapiteaux dits « proto-éoliques » de Mudaybiʿ présentent des parallèles avec ceux de Megiddo, Samarie et Ramat Rachel.